# Barn- och ungdomspsykiatriska kliniken

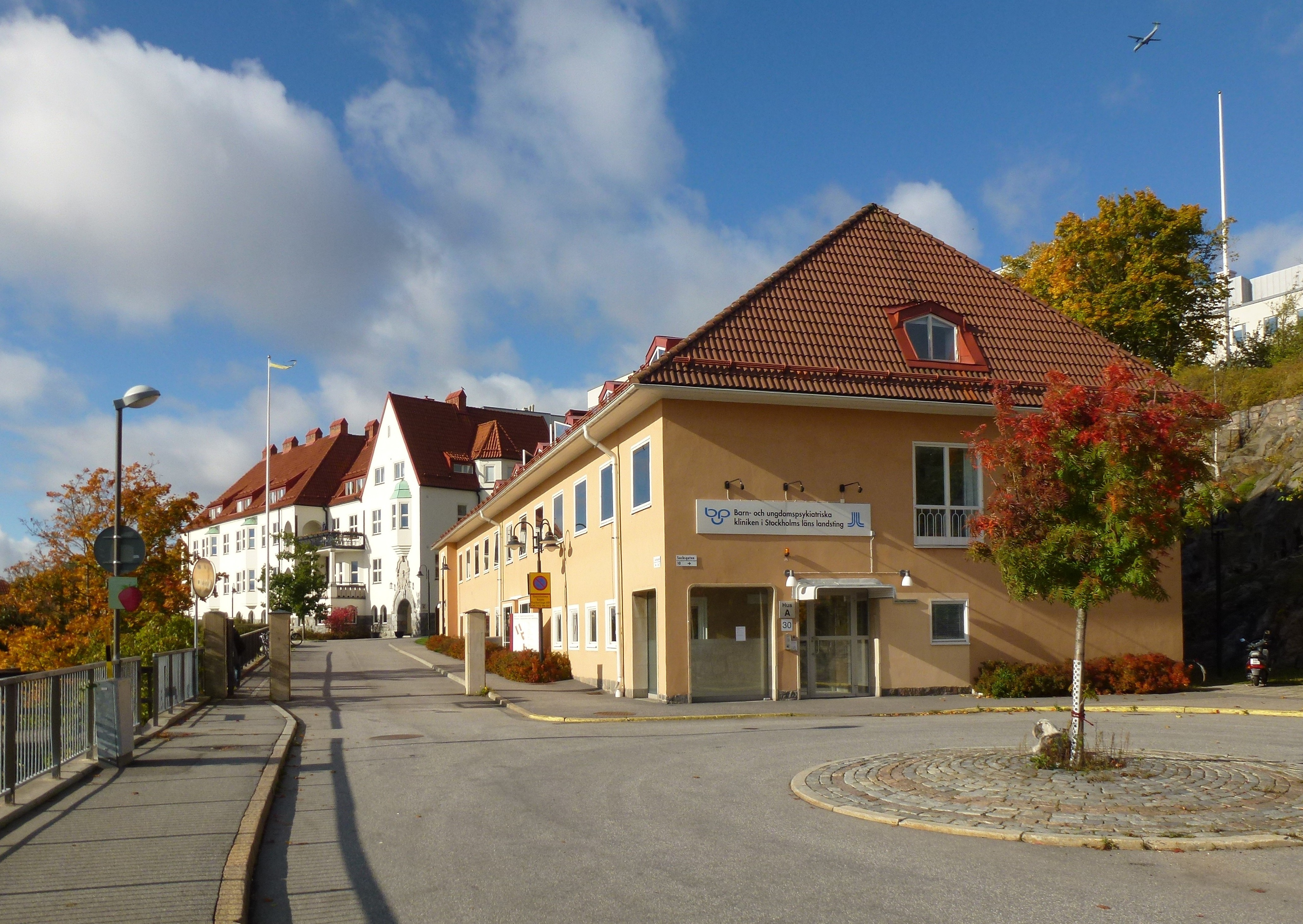
Sachsska barn- och ungdomssjukhuset, numera Barn- och ungdomspsykiatriska kliniken.

Barn- och ungdomspsykiatriska kliniken, ursprungligen Sachsska barnsjukhuset, är sedan år 2006 Barn- och ungdomspsykiatriska kliniken i Stockholms läns landsting. Sachsska barn- och ungdomssjukhuset finns numera inom byggnaden för Södersjukhuset. Barn- och ungdomspsykiatriska kliniken ligger söder om Södersjukhuset på Södermalm i Stockholm.

## Historik
Det ursprungliga barnsjukhuset, Barnsjukhuset Simon och Mathilda Sachs' minne, inrättades efter en donation av affärsmannen Josef Sachs och hans syster Alice Thiel, till minnet av deras föräldrar Simon Sachs och Lea Mathilda (född Leja). Medlen kom, enligt Simons och makans uttryckliga önskemål, av hans dödsbo. Donationen till Stockholms stad, 400 000 kronor, var avsedd för ett sjukhus för spädbarn och gjordes till minne av deras föräldrar Simon och Mathilda Sachs, som 1860 hade flyttat från Tyskland till Sverige. Parets första barn dog i späd ålder, en händelse som hade betydelse för donationen. Parets son Josef Sachs fick uppdraget av sina föräldrar att genomföra projektet vilket han gjorde efter deras död 1906.
Sjukhusbyggnaden ligger i direkt anslutning till Södersjukhuset, på klipporna över Årstaviken. Arkitekt var Ivar Tengbom, för den konstnärliga utsmyckningen stod Hjördis Nordin-Tengbom. På den skulpterade portalen leker barn med en björn, däröver finns en minnestavla med text: "Åt Simon och Mathilda Sachs minne 1907 - 1911". På portalens granitsockel syns ett hund- och kattpar som pysslar om sin valp. Sachsska barn- och ungdomssjukhuset invigdes 5 mars 1911. Det hade då plats för 54 barn och fyra medföljande mödrar. Kostnaden för bygget var 346 000 kronor. Personalen bestod av två översköterskor, fyra sköterskebiträden, tio elever och sex heltidsanställda ammor. 
I början av 1930-talet tog man även emot barn upp till skolåldern. Under åren 1948-1949 kompletterades anläggningen med två paviljonger, även dessa ritades av Ivar Tengbom. Då hade även den stora grannen, Södersjukhuset stått klar i några år. 
År 1970 införlivades Sachsska barnsjukhuset i Stockholms läns landsting. Under 1990-talet började en omflyttning av den somatiska barnsjukvården till Södersjukhusets lokaler som avslutades 2005. Sedan dess finns Barn- och ungdomspsykiatrin (BUP) i byggnaderna.

## Bilder

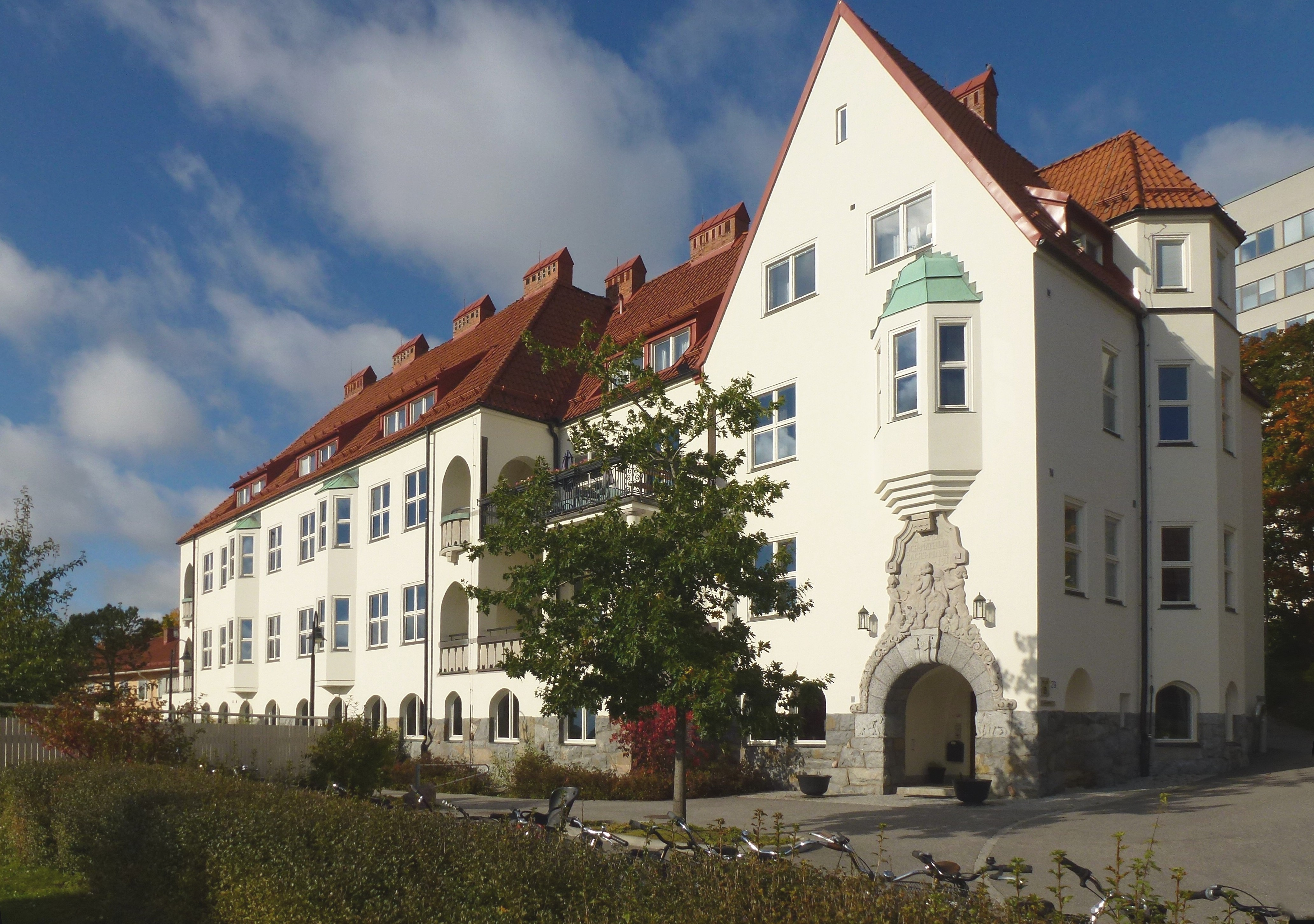
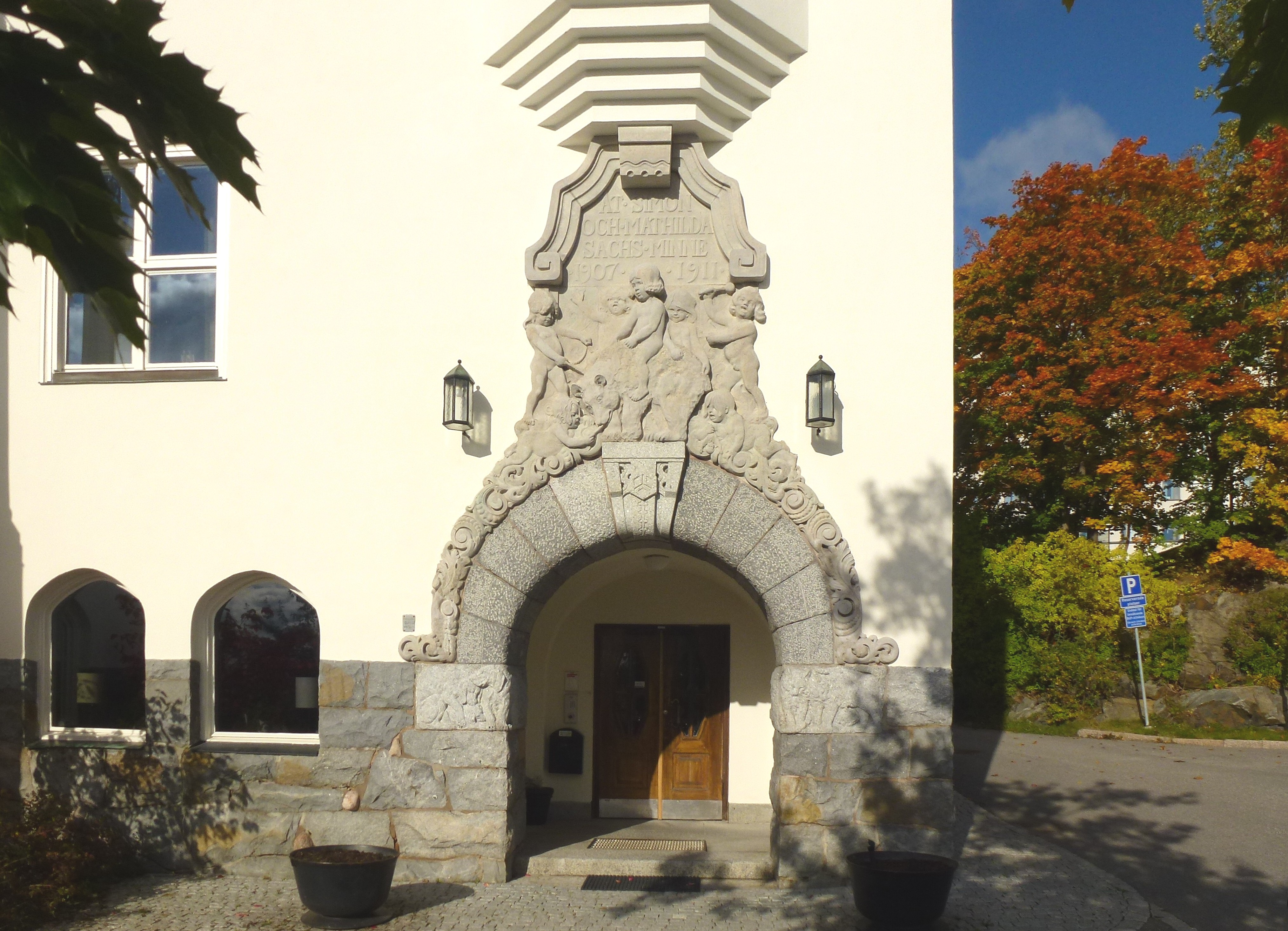
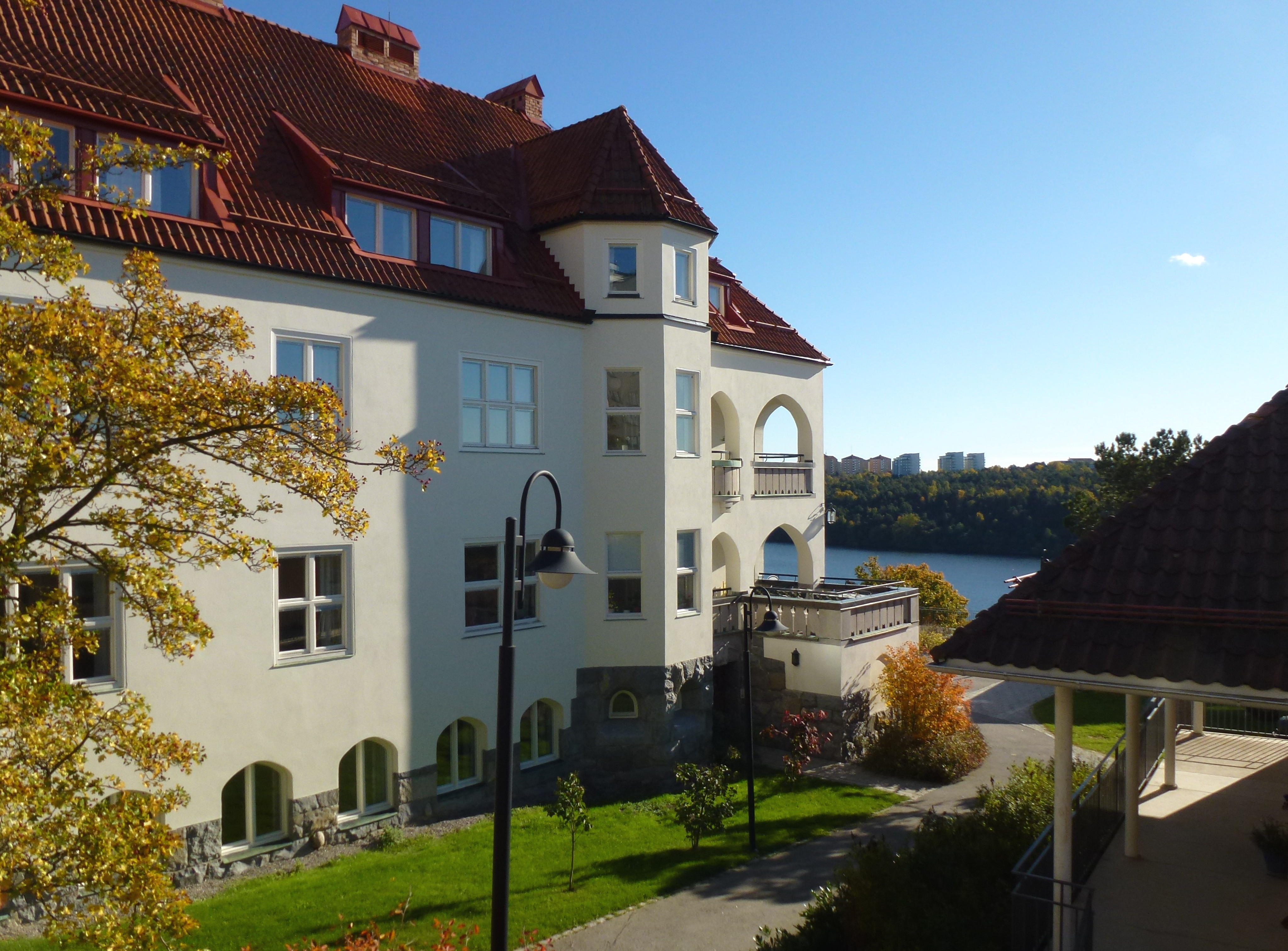
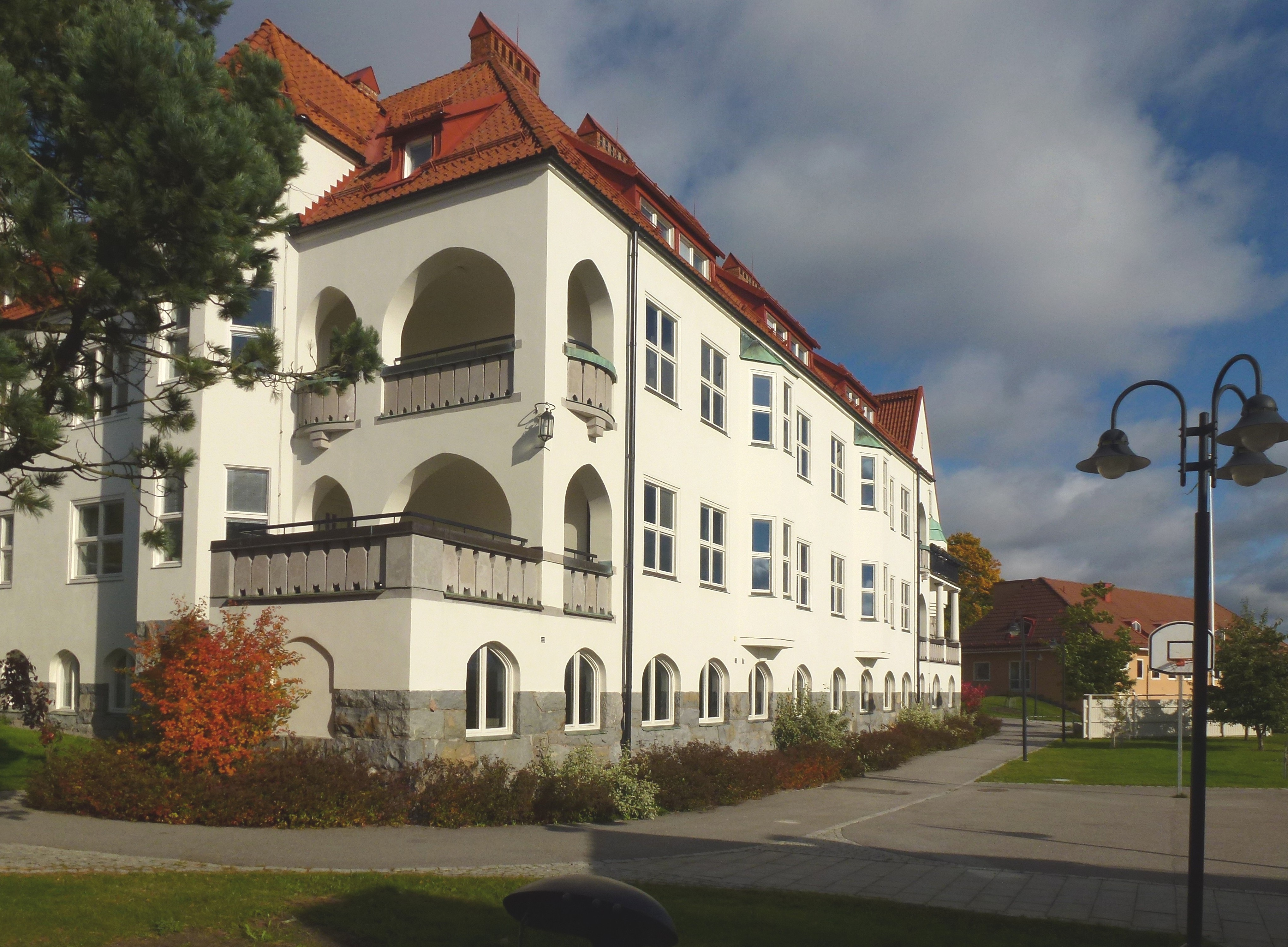